# Grupo Gay de Bahía
El Grupo Gay de Bahia (GGB, en portugués Grupo Gay da Bahia) es una organización no gubernamental dedicada a la defensa de los derechos de los homosexuales en Brasil. Fundada en 1980, fue la primera asociación brasileña de defensa de los gays. Su sede está en Salvador de Bahía, en el barrio de Pelourinho.
Entre sus fundadores se encuentra el catedrático del departamento de Antropología de la Universidad Federal de Brasil, Luiz Mott. En 2008 su presidente era Marcelo Cerqueira.
Los objetivos declarados del GGB son tres:
1. Luchar contra la homofobia (y la transfobia), denunciando todo y cualquier prejuicio contra la comunidad LGBT.
2. Informar sobre la homosexualidad y trabajar para la prevención del VIH y el sida en la comunidad LGBT.
3. Concienciar a los homosexuales acerca de sus derechos, para que puedan luchar por su ciudadanía, dando cumplimiento al principio de igualdad expresado en la Constitución de Brasíl.